# Blumengroßmarkthalle (Berlin-Kreuzberg)
Die Blumengroßmarkthalle in der Berliner Friedrichstadt entstand zuerst 1922 in der unmittelbaren Nachbarschaft der Markthalle II (Lindenhalle), in der seit deren Eröffnung 1886 auch einige Blumengroßhändler ihre Stände unterhielten. 1922 konnte eine eigene Halle für den Blumengroßmarkt erbaut werden. Diese wurde ab 1937 durch einen Neubau ersetzt. Nach Zerstörung im Zweiten Weltkrieg entstand an gleicher Stelle ein Provisorium, das bis 1965 einem Neubau, der jetzigen Halle, wich. Im Mai 2010 zog der Blumengroßmarkt zur Großmarkthalle Beusselstraße um. Die Halle wurde verkauft und der Umbau für das Jüdische Museum Berlin begonnen.

## Geschichte

### Ursprüngliche Markthalle II
Die Markthalle II im Inneren des Blocks, erschlossen durch die Grundstücke Lindenstraße 97/98 und Friedrichstraße 18, wurde 1886 eröffnet. Sie war eine der 14 geschlossenen Markthallen aus dem Bauprogramm des Berliner Magistrats zu Verbesserung der Stadthygiene. Von den 550 kleinen Marktständen boten die meisten frische Lebensmittel aus dem Berliner Umland an. Doch „schon in dieser Urhalle handelten 34 der 550 Standinhaber mit Blumen, wegen der guten Heizung kamen bald auch die ersten Großhändler.“ Die 250 m² in dieser Halle reichten bald für den Blumenhandel nicht mehr aus.

### Erweiterungs- und Neubau für den Blumengroßhandel
Die früher in der Nachbarschaft befindliche Sternwarte wurde 1912 verlegt, das Gebäude abgetragen und das Gelände freigegeben. So ließen die Stadtplaner die nördlich gelegene Charlottenstraße über den Enckeplatz (der weniger ein Platz als eine Sackgasse war) geradlinig zur Lindenstraße hin verlängern. Der zuerst Verlängerte Charlottenstraße genannte Verkehrsweg machte unmittelbar an der Nordostwand der Markthalle II einen Knick und führte in südöstliche Richtung bis zur Lindenstraße weiter. Auf einem Teil des früheren Sternwartengeländes entstand dort in der Bescheidenheit der Nachkriegsjahre eine seinerzeit als Schafstall bezeichnete Blumengroßmarkt-Halle und eröffnete 1922. Am 18. Februar 1927 erhielt die Verlängerte Charlottenstraße den neuen Namen Enckestraße, und erinnerte damit an die Geschichte der Sternwarte. Die Markthalle II erhielt die Adresse Enckestraße 12–14. Die erste Blumengroßmarkthalle, nun mit der Anschrift Enckestraße 11, wurde ab 1937 durch einen modernen Neubau ersetzt, der nach der Außenfarbe Blaue Halle genannt wurde. „Bis zum Beginn des Zweiten Weltkrieges entwickelte sich hier der größte Umschlagplatz für Blumen in Deutschland.“ Schon seit 1926 kamen regelmäßig Blumen aus Amsterdam per Luftfracht über den nahen Flughafen Tempelhof zum Großmarkt. Bei dem US-Luftangriff am 3. Februar 1945 wurde die Blaue Halle – wie auch die Markthalle II und viele andere Bauten im Viertel – zerstört.

### Entwicklung der Hallen nach dem Zweiten Weltkrieg
Der Blumengroßmarkt logierte nach dem Kriege in einer verkleinerten provisorischen Blumenhalle. Die vormals dem Einzelhandel dienende Markthalle II wurde nicht wieder aufgebaut, sondern die Kriegsruine vollständig beseitigt. Der Blumengroßmarkt erwarb das enttrümmerte Grundstück Friedrichstraße 18 hinzu, das ihm bis zum Jahr 2010 als Parkplatz diente.
Der südliche Abschnitt der Enckestraße sowie die Grundstücke Nr. 1, 2, 3 und 12–14 wurden 1963 der Enckestraße 11, dem Grundstück des Blumengroßmarktes, zugeschlagen, der nach 1912 geschaffene Durchbruch der Enckestraße wieder entwidmet, wie der Verkehrsplan des Stadtplanungsamtes Kreuzberg von 1963 zeigt. Dabei teilte man das Markthallengrundstück entlang einer Linie, die im rechten Winkel zur Friedrichstraße auf Höhe der Grenze zwischen den Grundstücken 15 und 16 zur Lindenstraße hin gezogen wurde. Die dadurch verschobene Südgrenze des Großmarktgrundstücks verlief jetzt nicht mehr im rechten Winkel zur Lindenstraße, sondern zur Friedrichstraße. Mit Halle und umgebenden Flächen für Zufahrten und Parkmöglichkeiten bildet das Grundstück ein Areal von rund 26.000 m².

### Eine neue Blumengroßmarkthalle geht 1965 in Betrieb

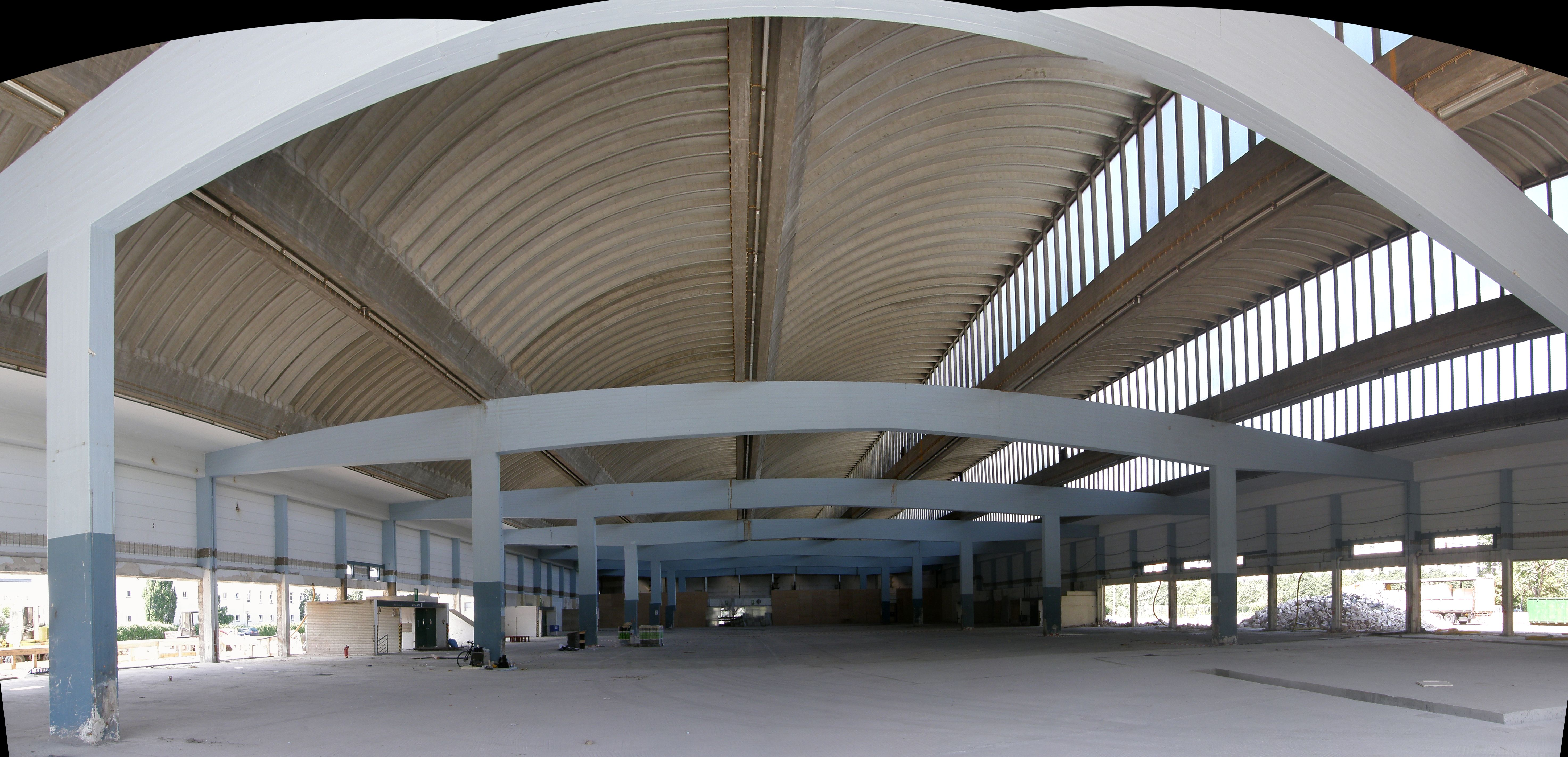
Innenansicht der entkernten Halle, August 2011

Nördlich parallel zu dieser Linie errichtete die Berliner Großmarkt GmbH als Betreiberin eine neue Blumengroßmarkthalle, die auch Teile des ehemaligen Standortes der Markthalle II und den ehemals südlichen Abschnitt der Enckestraße einschloss. Am 25. November 1963 wurde unter Beteiligung von Bausenator Rolf Schwedler der Grundstein für den Neubau gelegt. Die neue Markthalle, ein Betonskelettbau mit Waschbetonplatten verkleidet, wurde am Vorabend der Grünen Woche, dem 28. Januar 1965 bezogen. Die Baupläne stammten von Bruno Grimmek. Die eingeschossige Halle aus Beton mit Sheddach-Elementen fasste rund 6.436 m² Nutzfläche, davon 3.340 als Verkaufsfläche genutzt. Die Enckestraße, nunmehr Sackgasse, erschließt das Gelände der Halle von Norden.
Der Blumengroßmarkt wurde Gegenstand der Planungen für die Internationale Bauausstellung 1984–1987 (IBA). Die IBA forderte Anfang der 1980er Jahre die Verlagerung des Blumengroßmarktes und den Abriss der Halle. Doch 1982 machte der Senat die Vorgabe, den Großmarkt städtebaulich zu integrieren. Im März 1983 wurde ein „Internationaler engerer Wettbewerb – Block 606 – Entwurf einer Grund- und Sonderschule im städtebaulichen Kontext zum Blumengroßmarkt und dem geplanten Besselpark“ ausgeschrieben, den Gino Valle, Mario Broggi und Michael Burkhart im Sommer des Jahres gewannen. Im Juli 1984 beschloss der Senat dann, den Blumengroßmarkt binnen dreier bis fünf Jahren doch zu verlagern, nahm diesen Beschluss aber 1986 aus finanziellen Gründen wieder zurück. Die IBA legte daraufhin neue Pläne zur Integration der Halle vor.

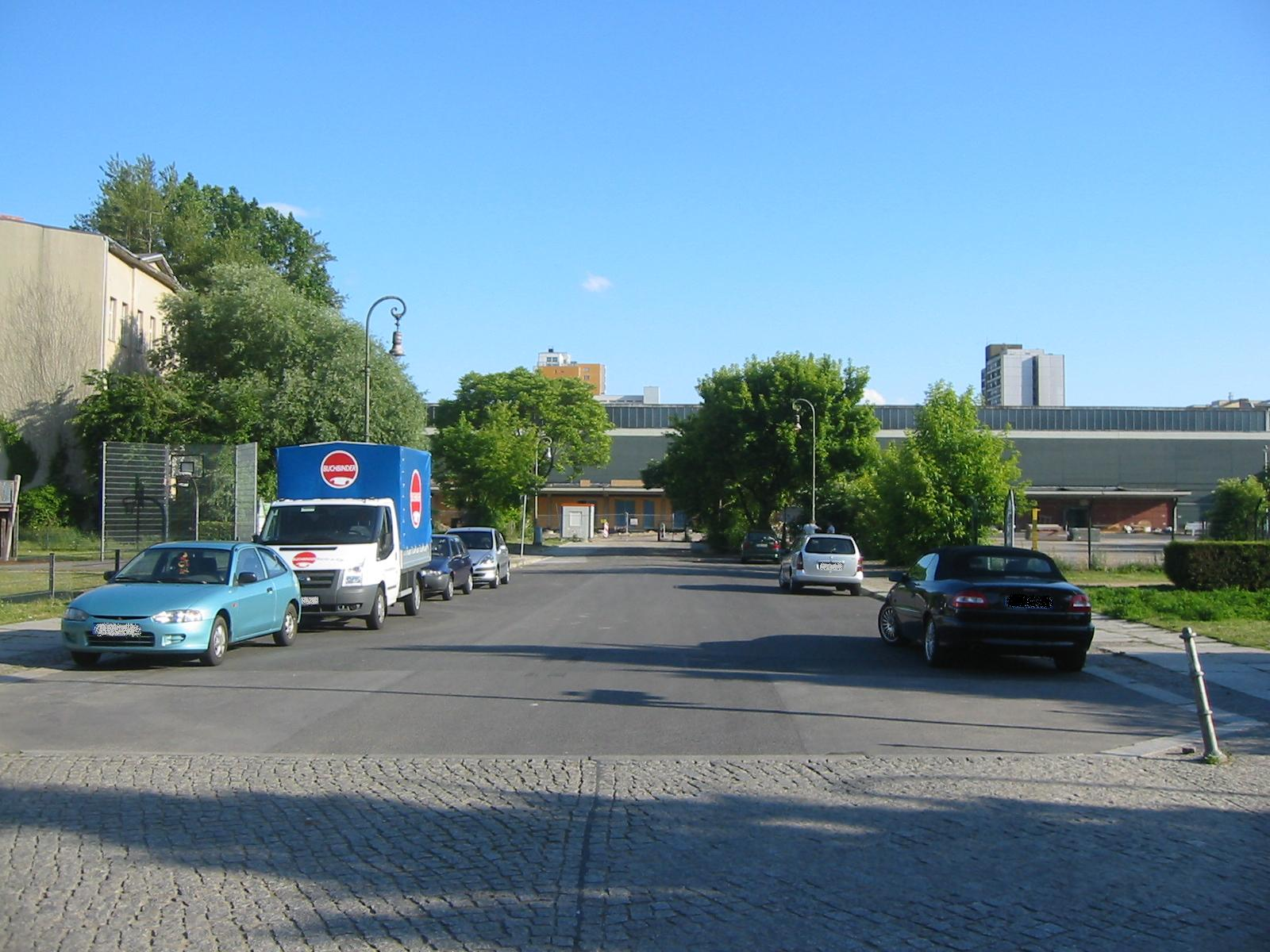
Blick durch die Enckestraße zur Halle

Das gesamte Gelände nördlich des Blumengroßmarktes bis zur Besselstraße, also auch Teile des zur nördlichen Erschließung der Halle genutzten Grundstücks, sollten in den künftigen Besselpark eingegliedert werden. Die Pläne wurden jedoch 1985 zu Gunsten eines Wettbewerbs Parkanlagen in der Südlichen Friedrichstadt aufgegeben. Das Grundstück blieb dem Blumengroßmarkt in bisherigem Umfang erhalten und der Park wurde nur nördlich davon zwischen Friedrichstraße und Enckestraße angelegt. Damit sollte eine Erweiterung des Blumengroßmarktes ermöglicht werden. Dieses flexible Konzept überzeugte die Jury des Wettbewerbs.
Die Halle wurde 1998 saniert. Im Jahr 2007 erstellte das Berliner Architekturbüro Grüntuch Ernst ein Gutachten über den baulichen Zustand der Halle mit Veranschlagung von Sanierungskosten. Die Ausstattung der Halle war veraltet. Die 26 ansässigen Händler klagten über ständige Umsatzrückgänge. Weil weder die Stadt Berlin als Eigentümerin noch die Blumenhändler Erhaltungsmaßnahmen durchführten, fasste der Senat den Beschluss, den Blumengroßmarkt zu verlagern und die Halle nach einer erneuten Sanierung anderweitig zu nutzen. Weil im Jahr 2008 die Nachnutzung noch nicht feststand, wurde die Halle am 31. Mai und 1. Juni 2008 nach zeitweiliger Räumung für eine Kunstinstallation „KUNSTINVASION“ benutzt. Ziel war, eine mögliche Nachnutzung der Halle durch Kunstschaffende aufzuzeigen.

### Totalumbau der Halle für andere Nutzungen
Die Blumenhändler erhielten Ausweichquartiere in der Großmarkthalle Beusselstraße. Doch dort wird eine neue Halle nur für die Blumenhändler errichtet. „Seit dem 16. Mai 2010 ist der neue Blumengroßmarkt an der Beusselstraße eröffnet.“ Zwischen Auszug der Blumengroßhändler und dem Umbaubeginn im Jahr 2011 gab es Zwischennutzungen durch Berliner Künstler. Auch im Umfeld der Halle haben sich seitdem bereits viele Künstler und Galerien eingerichtet. Die Senatsverantwortlichen hatten mit dem Gedanken gespielt, das historische Gebäude zu der vom Regierenden Bürgermeister Klaus Wowereit versprochenen Kunsthalle umzurüsten. Nachdem dieses Projekt aus Geldmangel abgesagt worden war, sollte die Immobilie an einen Investor verkauft werden. Ob es eine Ausschreibung gegeben hat, ist nicht bekannt.

### Die rekonstruierte Halle wird Akademie für das Jüdische Museum Berlin

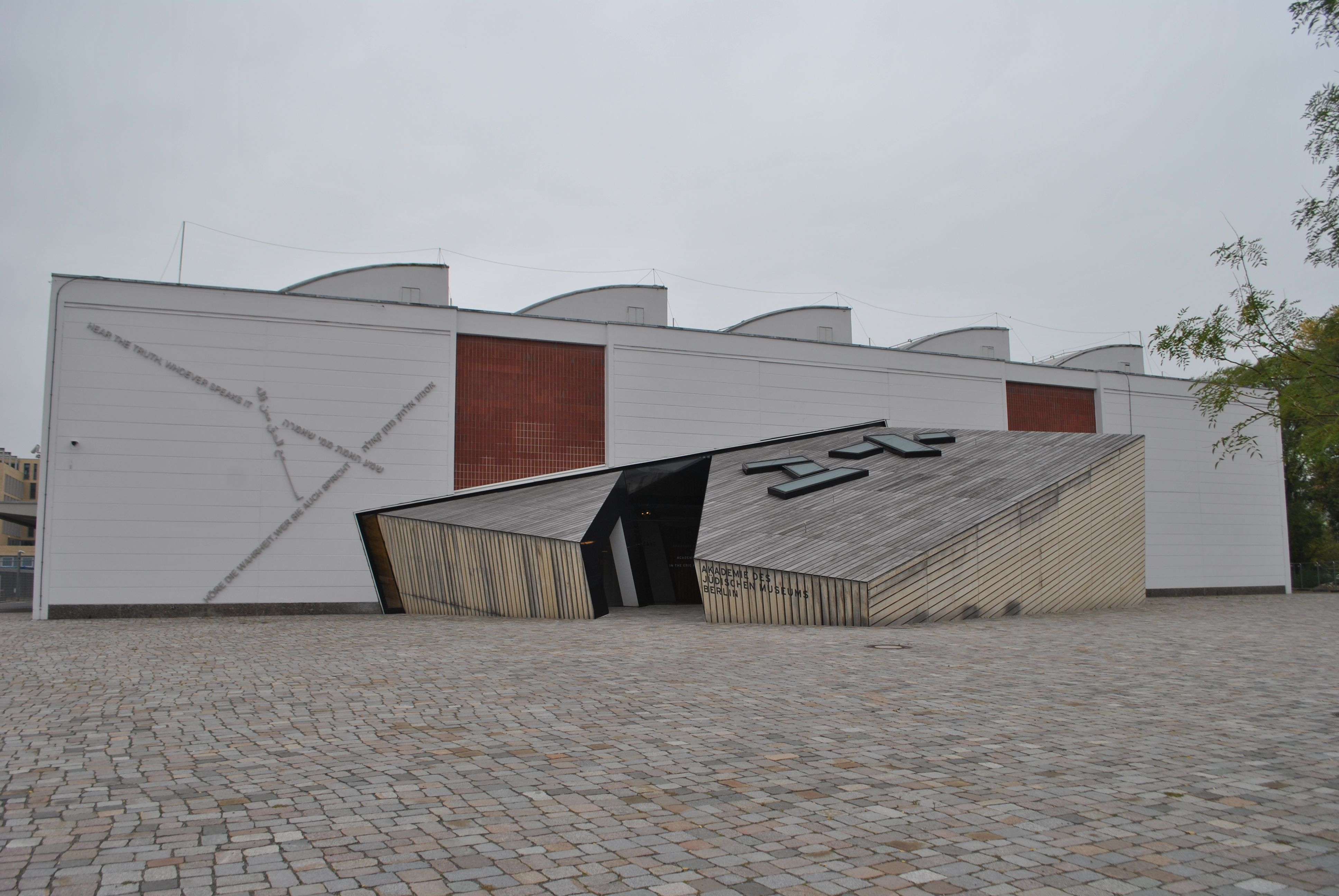
Akademie des Jüdischen Museums Berlin in der umgebauten Blumengroßmarkthalle, 2015

Anfang 2009 erwarb das Jüdische Museum Berlin die frei gewordene Halle. Die Museumsleitung konnte mit Hilfe von Finanzspritzen in Höhe von elf Millionen Euro, von denen 6,6 Millionen durch den Bund bereitgestellt wurden und der Rest aus Privatspenden stammt, die Halle zur W. Michael Blumenthal Akademie des Jüdischen Museums Berlin umbauen lassen. Sie beherbergt seit ihrer Eröffnung die Bibliothek, das Archiv, die Bildungsbereiche und Akademieprogramme des Museums. Die Innengestaltung mit einem U-förmigen Grundriss in der Hülle des bisherigen Gebäudes entwarf Daniel Libeskind, der bereits für den modernen Erweiterungsbau des Museums die Pläne geliefert hatte. Die riesigen Abmessungen der Halle sind für den vorgesehenen Zweck ein paar Nummern zu groß, deshalb wird ein optischer Trick eingesetzt – drei schräge Kuben aus Holz „schieben“ sich aus dem Boden, werden ineinander geschachtelt und bilden letztendlich ein Haus-in-Haus-Konzept.
Die dadurch geschaffenen Räume beherbergen Büro-, Seminar-, Besprechungs- und Depoträume sowie eine Gäste-Schüler-Werkstatt. In einem der Kuben befindet sich die Handbibliothek mit angrenzendem Lesesaal, der andere wird als Auditorium genutzt. Der dritte Kubus bildet den Eingang in das Gebäude. Die freie Fläche in der Mitte der Halle ist nach dem Entwurf des französischen Landschaftsarchitekturbüros atélier le balto als Garten der Diaspora gestaltet.
Die 600 m² große Fläche ist in vier thematisch gestaltete Ebenen gegliedert: Bildung, Kultur, Natur und Landschaft.
Die räumliche Vergrößerung des Museums wurde von einer thematischen Erweiterung begleitet. Im Zentrum der Akademieprogramme stehen die Themen Migration und Diversität sowie das Verhältnis von Judentum und Islam. Das vielseitige Veranstaltungsprogramm aus Lesungen, Konferenzen, Podiumsdiskussionen und Workshops bietet ein Forum für interreligiösen, interkulturellen und gesellschaftspolitischen Austausch.
Die Einweihung des Erweiterungsbaus erfolgte im November 2012. Als feierlicher Auftakt fand am 18. November 2012 das internationale Colloquium „Höre die Wahrheit, wer sie auch spricht“ statt. Dieser Ausspruch des jüdischen Philosophen Moses Maimonides befindet sich auch in fünf Sprachen – deutsch, englisch, hebräisch, arabisch und judäo-arabisch – als Leitsatz an der Fassade des Gebäudes.

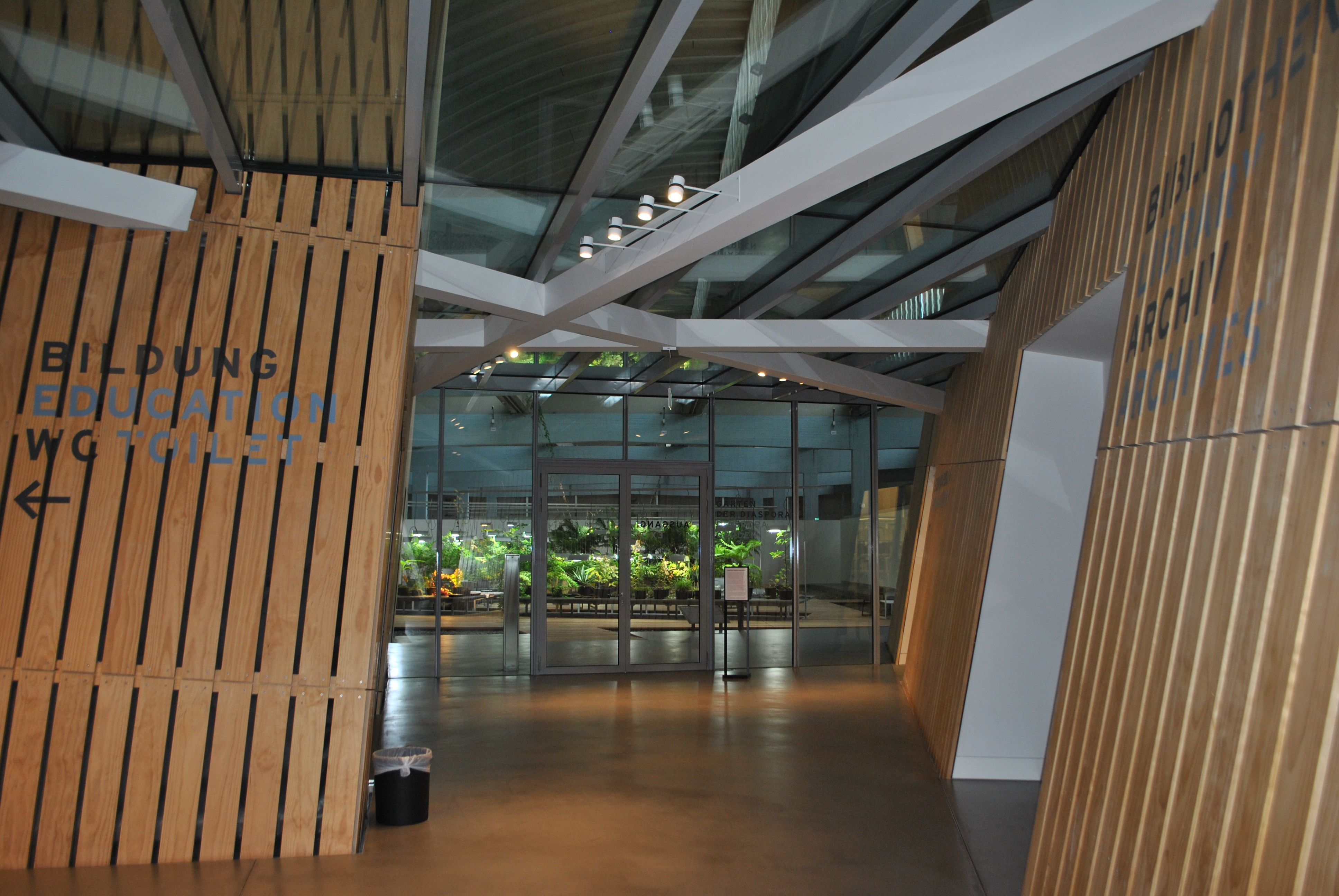
Innenansicht der Akademie des Jüdischen Museums Berlin, Blick zum Garten der Diaspora
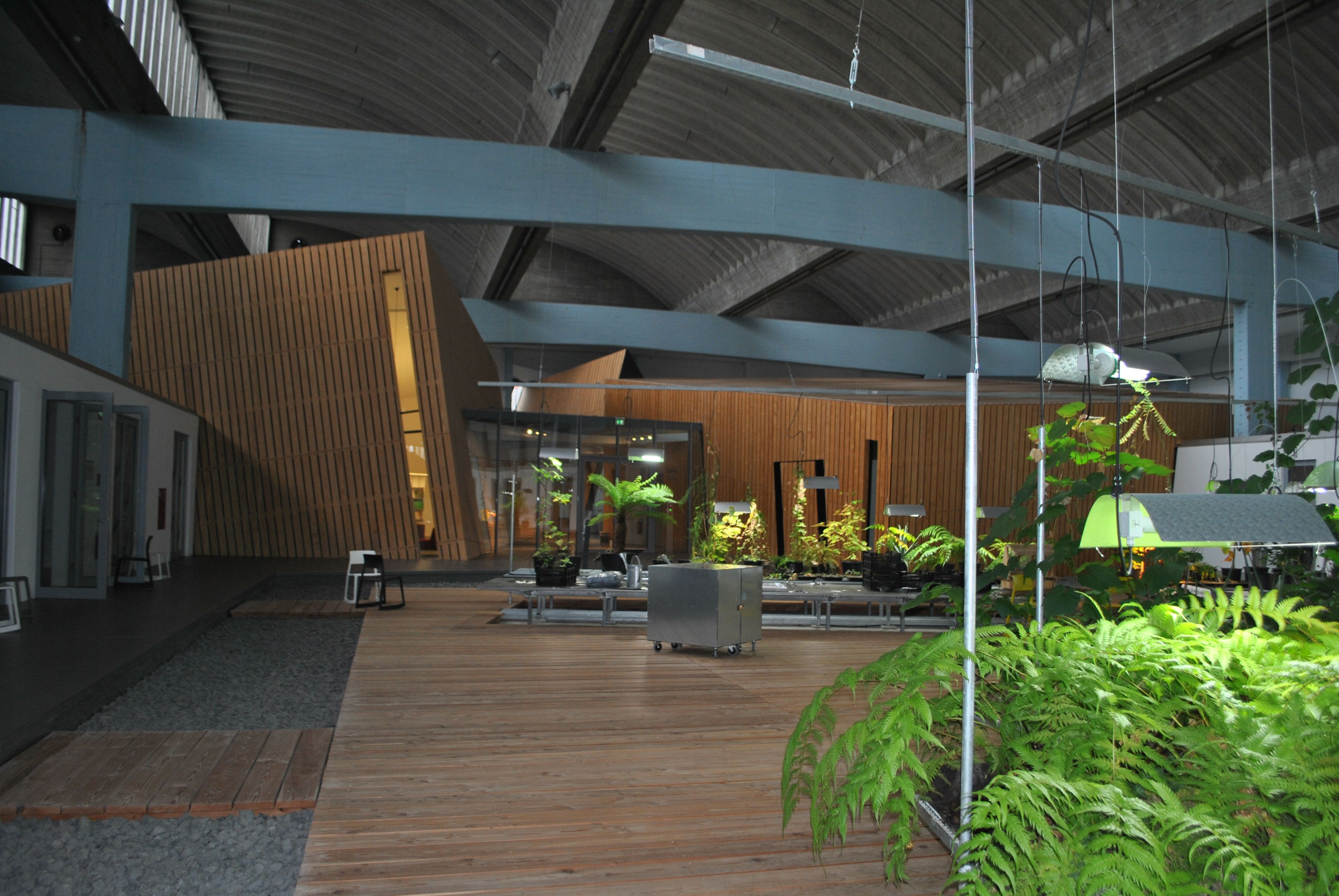
Garten der Diaspora mit Blick auf die Einbauten der Akademie
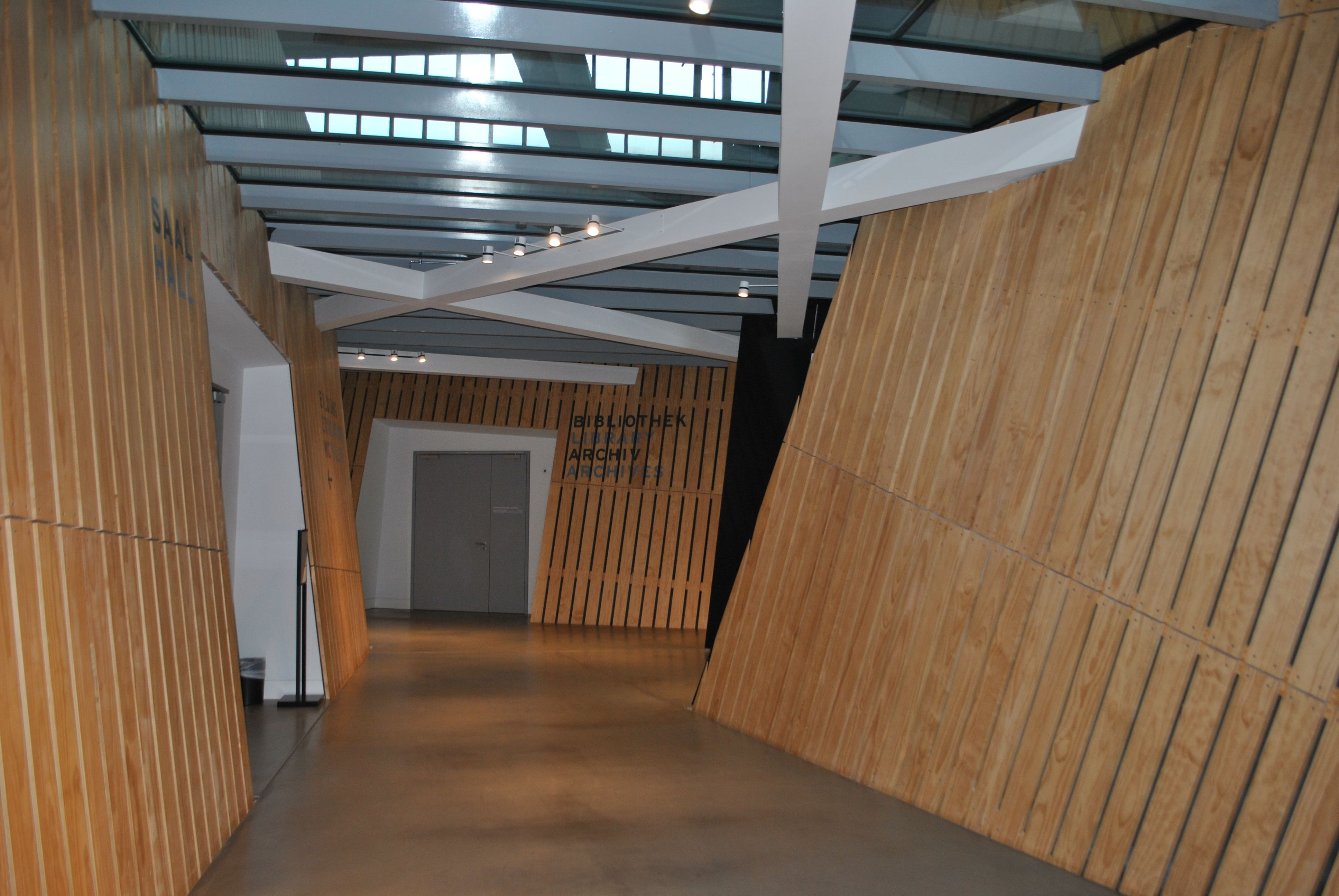
Eingang zu Bibliothek
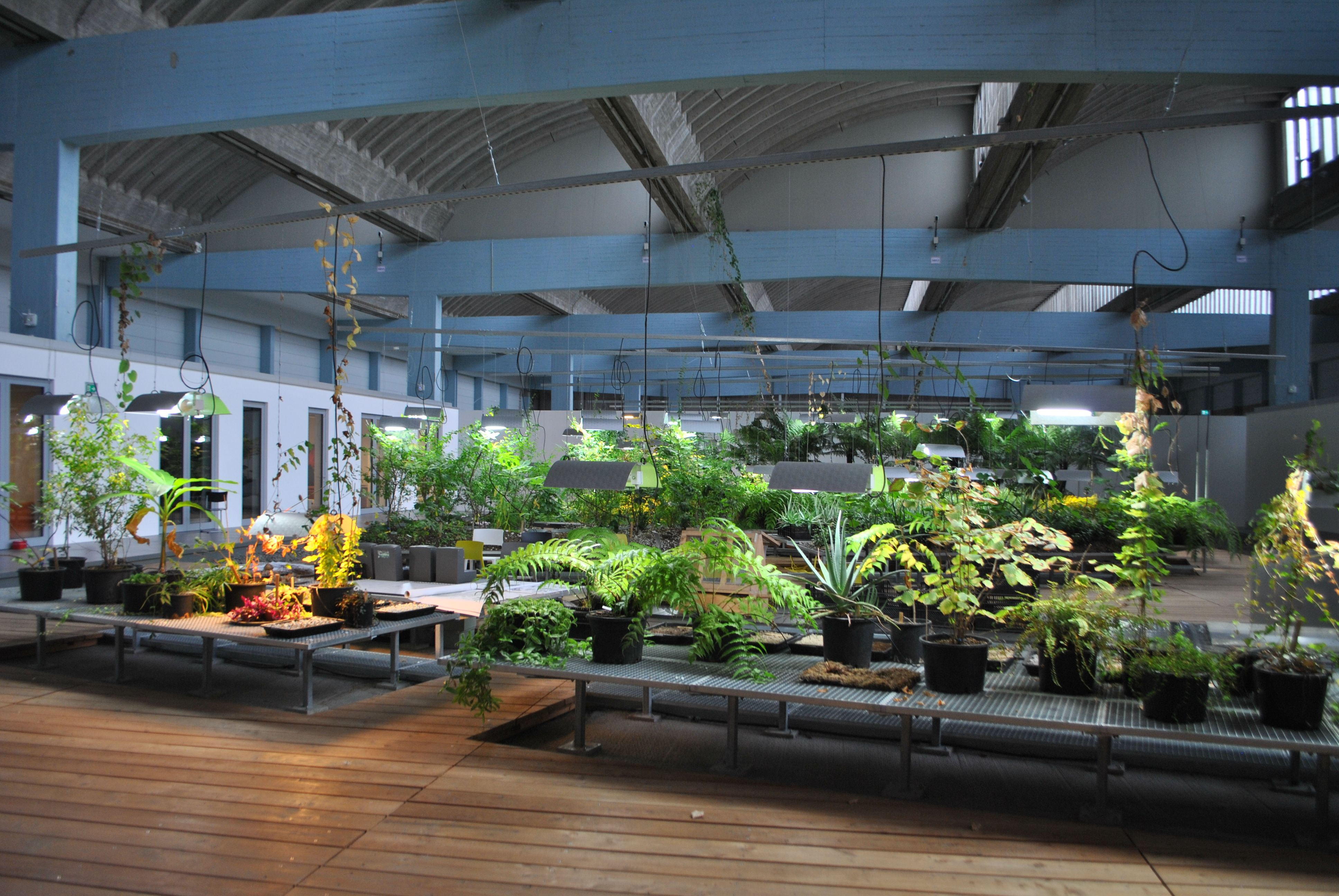
Garten der Diaspora

### Vermarktung und Gestaltung der Restflächen

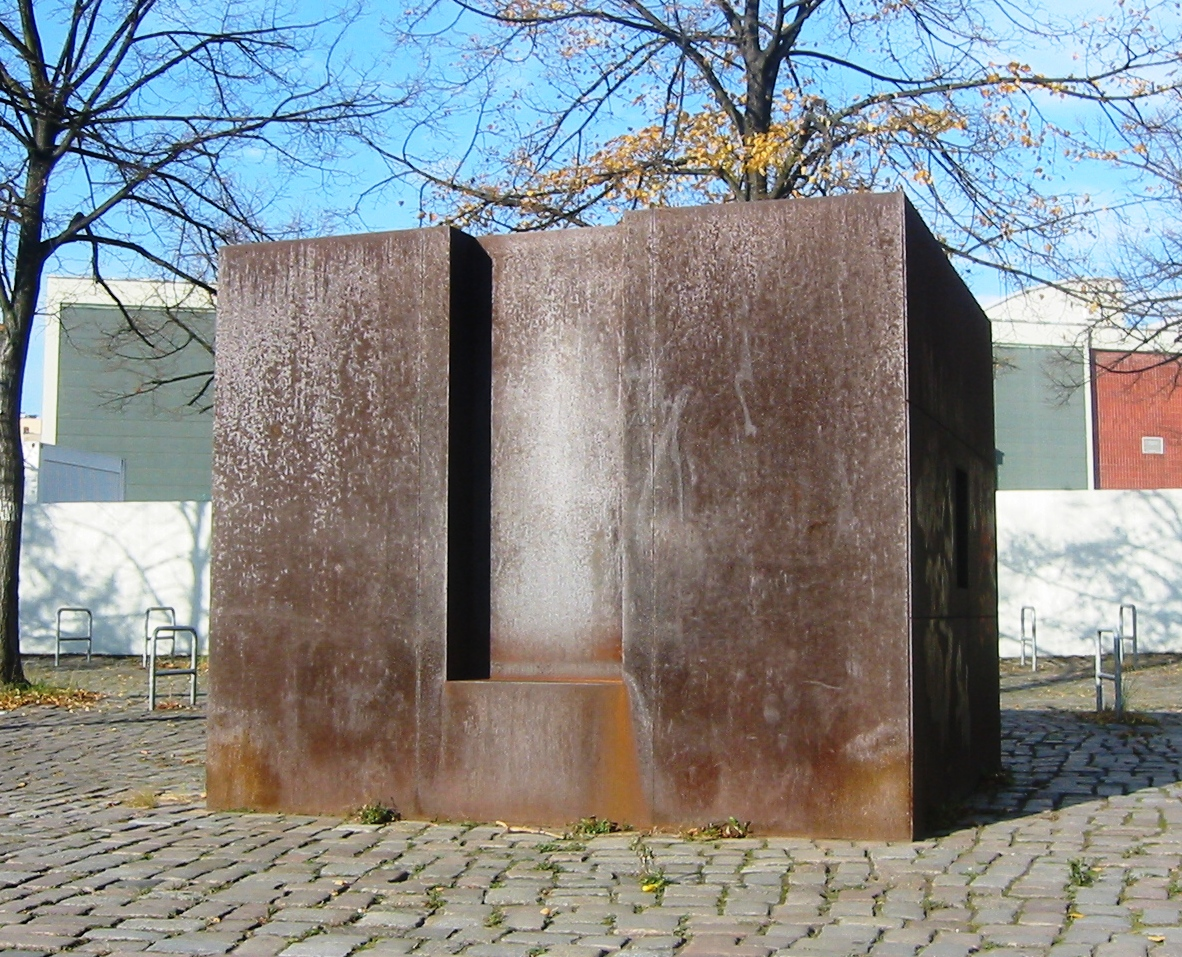
Im Jahr 1990 aufgestellte Skulptur Nobody von Micha Ullman vor der Akademie

Die einst zur logistischen Erschließung der Halle genutzten, nach der Umnutzung aber nicht mehr gebrauchten Restflächen des Grundeigentums werden in fünf Teilen gesondert vermarktet. Bis 15. November 2011 lief deshalb das vom Senat mit dem Arbeitstitel Checkpoint Art bezeichnete Ausschreibungsverfahren. Die ab 1963 unterbrochene Verbindung der Enckestraße zur Lindenstraße soll als Fußgängerpassage wieder eröffnet werden, wie beim landschaftsplanerischen Ideen- und Realisierungswettbewerb Freiräume an der Akademie ersichtlich. Die Einmündung dieser Promenade in die Lindenstraße soll durch nordöstliche und südliche Neubauten gerahmt werden, die so entstehende Platzfläche das Entrée zur W. Michael-Blumenthal-Akademie des Jüdischen Museums bilden. Die Betonmauer, die das Großmarktgelände zu den Fahrradstellplätzen und der Skulptur Ullmans an der Lindenstraße 91–95 abgrenzt, wird abgetragen, um die Flächen davor und dahinter zu vereinigen. Für die Benennung der Platzfläche lagen beim Bezirksamt verschiedene Vorschläge vor. Die Museumsverwaltung bevorzugte eine Benennung nach Moses Mendelssohn, während das Amt auf den Beschluss zur Vergabe von Straßen- oder Platznamen nach Frauen verwies. So einigte man sich schließlich auf den Namen Fromet-und-Moses-Mendelssohn-Platz, der am 26. April 2013 vergeben wurde.
Nach Plänen der Senatsverwaltung für Stadtentwicklung und Wohnen sollen die Halle und die geplante umgebende Randbebauung für motorisierten Verkehr über die Enckestraße erschlossen bleiben.